# SS-N-26 Strobile
SS-N-26 Strobile ist der NATO-Code für einen Seezielflugkörper aus russischer Produktion. Die Systembezeichnung der russischen Streitkräfte ist P-800 Oniks und die Exportbezeichnung Jachont (in der englischen Transkription Yakhont). Der GRAU-Index für das Gesamtsystem lautet 3K55 und der Flugkörper wird 3M55 bezeichnet.

## Entwicklung
Die Entwicklung der SS-N-26 begann 1981 bei NPO Maschinostrojenija. Ziel war es, eine universell einsetzbare Anti-Schiff-Lenkwaffe zu entwickeln. Die neue Lenkwaffe sollte von Schiffen, U-Booten, Lkws und Flugzeugen einsetzbar sein. Vorerst bekam das System die Bezeichnung P-100 Bolid. Erste Tests wurden im Jahr 1987 durchgeführt. Für die Seeerprobung wurde eine Korvette der Nanuchka-Klasse mit 2 × 6 Lenkwaffen ausgerüstet. Für die Unterwassererprobung wurde das U-Boot K-452 – ein Boot der Charlie-II-Klasse – mit 8 × 3 Lenkwaffen ausgerüstet. Im Jahr 1998 wurde die SS-N-26 unter der Bezeichnung P-800 Oniks provisorisch in die Bewaffnung der russischen Marine aufgenommen. Die angespannte finanzielle Situation der russischen Streitkräfte verhinderte aber bis auf weiteres eine Beschaffung. Erst 2002 konnten einige wenige Exemplare zu Testzwecken beschafft werden. In der Zwischenzeit wurde die SS-N-26 unter der Bezeichnung Jachont auf dem Exportmarkt angeboten. Bei der russischen Marine soll die SS-N-26 auf den sich in Entwicklung befindenden U-Booten der Granay-Klasse und den Fregatten der Admiral-Gorschkow-Klasse (Projekt 22350) zum Einsatz kommen.

## Technik
Die P-800 Oniks kann als Seezielflugkörper gegen Überwasserschiffe und als Marschflugkörper gegen Landziele eingesetzt werden. Sie kann von Schiffen, U-Booten, Flugzeugen und Küstenstellungen aus gestartet werden. Die Lenkwaffen sind in Stahlbehältern untergebracht und werden direkt aus diesen abgefeuert. Der Startbehälter weist eine charakteristische zylinderförmige Geometrie auf, ist 8,90 m lang und hat einen Durchmesser von 0,71 m. Die Serienversion der P-800 Oniks kann auch aus VLS-Zellen gestartet werden. Vor dem Start müssen im Navigationssystem der Lenkwaffe die ungefähre Position sowie der Kurs des Zieles eingegeben werden. Diese werden mittels Sonar, Radar oder ELINT von der Startplattform aus ermittelt. Die Lenkwaffen können einzeln oder in kurzer Serie gestartet werden. Beim Start wird die Lenkwaffe zuerst durch den Feststoffbooster beschleunigt und steigt auf eine Höhe von rund 100 m. Nach dem Ausbrennen des Boosters wird dieser abgeworfen und das 3D55-Staustrahlmarschtriebwerk zündet. Danach nimmt die Rakete die vorprogrammierte Flughöhe ein. Es existieren zwei vorprogrammierte Flugprofile: Beim Standard-Flugprofil erfolgt der Marschflug in einer Höhe von 14.000 m bei einer Geschwindigkeit von Mach 2,3. Die letzten 20–40 km werden im Tiefflug zurückgelegt. Die Reichweite bei diesem Flugprofil liegt bei 300 km. Daneben kann der Flug ins Ziel im Tiefflug mit Mach 1,6 in einer Höhe von 10–15 m erfolgen. Die Reichweite bei diesem Flugprofil liegt bei 120–150 km. Der Flug ins Zielgebiet erfolgt autonom mit Hilfe der Trägheitsnavigationsplattform. Ein Radar-Höhenmesser sorgt für den nötigen Sicherheitsabstand zwischen der Lenkwaffe und der Meeresoberfläche. Aktualisierte Zieldaten können mittels eines Datenlinks von der Startplattform zur Lenkwaffe gesendet werden. Für den Zielanflug wird der bordeigene aktive Radarsuchkopf aktiviert. Dieser hat eine Erfassungsreichweite von 50–77 km. Wurde das Ziel durch den Radarsuchkopf erfasst, wird dieser abgeschaltet und die Rakete mit Hilfe des passiven Radarsuchkopfes zum Ziel geführt. Dieser orientiert sich an den elektromagnetischen Emissionen (Radar, Störsysteme) des Ziels. Verliert die Rakete das Ziel, wird der aktive Radarsuchkopf automatisch wieder aktiviert. Der Einschlag im Ziel erfolgt auf Wellenhöhe im Schiffsrumpf. Der Gefechtskopf zündet zeitverzögert, so dass er im Schiffsinneren explodiert. Aufgrund ihrer hohen Geschwindigkeit hat die P-800 Oniks eine hohe kinetische Energie, was ein großes Schadenspotential mit sich bringt.
Die Entwickler bedachten bei der Entwicklung, dass die meisten modernen Kriegsschiffe über effektive Maßnahmen zur Raketenabwehr verfügen. Sie gingen davon aus, dass ein Gegner den Start des Flugkörpers in rund 300 km Entfernung auffassen und Abfangversuche starten würde. Die P-800 Oniks verfügt daher über eine Reihe von Systemen zur Überwindung gegnerischer Abwehrmaßnahmen. Als erstes erreicht die Lenkwaffe eine hohe Fluggeschwindigkeit. Diese liegt bei Mach 1,6 im Tiefflug und bei Mach 2,3 in großer Flughöhe. Daneben wurde besonderer Wert auf den Schutz vor elektronischen Störmaßnahmen gelegt. Gemäß Hersteller ist die P-800 Oniks gegenüber elektronischen Störmaßnahmen weitgehend unempfindlich. Während des Zielanfluges führt die Rakete nach dem Zufallsprinzip abrupte Ausweichmanöver durch. Zusätzlich ist die Raketenoberfläche mit einer radarabsorbierenden Schutzschicht versehen.
Die Startplattformen können mit einem Feuerleitsystem ausgerüstet werden, das vergleichbar mit dem der SS-N-19 Shipwreck ist. Dieses wurde mit einem komplexen Softwarepaket ausgestattet, um den Kampf gegen einzelne Schiffe oder eine Schiffsgruppe zu koordinieren. Diese Software kommt zum Einsatz, wenn die Flugkörper in Salven gestartet werden. Die Flugkörper fassen Ziele selbstständig auf, ermitteln ihren Kampfwert und tauschen diese Informationen gegenseitig aus. Anhand dieser Daten wird untereinander der Angriffsplan koordiniert. Die jeweiligen Abwehrmaßnahmen gegen elektronische Gegenmaßnahmen und ECM (EloKa) sowie die notwendigen Manöver zum Umgehen der gegnerischen Luftabwehr (vor allem von Nahbereichsverteidigungssystemen) sind im Flugkörper eingespeichert. Sobald das Prioritätsziel einer Schiffsgruppe zerstört ist, greifen die übrigen Flugkörper der Salve die anderen Schiffe der Gruppe an. Es greifen somit nie zwei Flugkörper dasselbe Schiff an – es sei denn, es wird nicht zerstört, sodass eine andere P-800 Oniks darauf aufschaltet.

## Varianten
- P-800 Oniks: Initialversion mit 300-kg-Penetrations-Sprengkopf. Fluggeschwindigkeit Mach 2,3. Reichweite 260 km.
- P-800M Oniks-M: Verbesserte Ausführung neuer Elektronik und einer Reichweite von 800 km.[9] Befindet sich in Entwicklung.[10]
- Jachont: Exportversion mit vereinfachter Elektronik und 200-kg-Penetrations-Sprengkopf.[11]
- Jachont-M: Verbesserte Exportversion mit neuem 250-kg-Sprengkopf und neuer Elektronik. Fluggeschwindigkeit Mach 2,6. Reichweite 300 km.[10]
- Jachont-A (Ch-61): Luftgestützte Ausführung für den Einsatz ab Flugzeugen. Nur Prototyp.
- K-300 Bastion-P: Mobile Version zur Küstenverteidigung. NATO-Codename: SS-C-5 Stooge.
- K-300 Bastion-S: Stationäre Version zur Küstenverteidigung. Die Lenkwaffen sind in verbunkerten Raketensilos stationiert.
- BrahMos: Lenkwaffe auf der Basis von Jachont-M. Wird gemeinsam von Russland und Indien entwickelt.

## Status
Folgende Schiffklassen der russischen Marine sind (oder werden) mit der SS-N-26 ausgerüstet: Die Korvetten der Bujan-M-Klasse (Projekt 21631), Gremjaschtschi-Klasse (Projekt 20385) sowie die Fregatten der Admiral-Gorschkow-Klasse (Projekt 22350). Daneben kommt die SS-N-26 auf den U-Booten der Granay-Klasse (Projekts 885) zum Einsatz. Im Dezember 2011 teilte ein Vertreter der russischen Rüstungsindustrie mit, dass auch die U-Boote der Oscar-Klasse II (Projekt 949A) unter anderem mit Seezielflugkörpern SS-N-26 bestückt werden sollen.
Erster Exportkunde war Vietnam. Im Jahr 2006 bestellte Vietnam zwei Systeme K-300 Bastion-P und 40 Lenkwaffen zur Küstenverteidigung.
Syrien bestellte 2008 eine zuerst unbekannte Anzahl Jachont zur Küstenverteidigung. Im Dezember 2011 erfolgte eine Lieferung von zwei Batterien mit 72 Lenkwaffen. Im Mai 2013 wurden laut US-Angaben zusätzliche, weiterentwickelte Raketen geliefert. Medienberichten zufolge wurden diese bei einem von einem israelischen U-Boot der Dolphin-Klasse lancierten Angriff im Juli 2013 zum Teil zerstört.

## Einsatz

### Bürgerkrieg in Syrien seit 2011
Der Ersteinsatz der P-800 Oniks erfolgte im Rahmen des russischen Militäreinsatzes im Bürgerkrieg in Syrien im November 2016. Der Einsatz erfolgte ab der fahrzeugbasierten Plattform K-300 Bastion gegen Ziele in Syrien.

### Russischer Überfall auf die Ukraine
Bei dem russischen Überfall auf die Ukraine 2022 starteten die Streitkräfte Russlands am 23. März und 6. April 2022 eine unbekannte Anzahl P-800 Oniks gegen Ziele in der Ukraine. Der Einsatz erfolgte von der fahrzeugbasierten Plattform K-300 Bastion aus der von Russland annektierten Krim. Am 1. Mai 2022 startete Russland mindestens drei P-800 Oniks gegen einen Flugplatz in der Nähe von Odessa. Der Einsatz erfolgte von der fahrzeugbasierten Plattform K-300 Bastion.  Gemäß Schätzungen sollen mit der fahrzeugbasierten Plattform K-300 Bastion bis Ende April 2023 rund 150 Oniks gegen Ziele in der Ukraine gestartet worden sein. Am 7. Oktober 2023 sollen mit Oniks-Raketen zivile Ziele wie Donauhäfen und ein Altersheim beschossen worden sein.

## Verbreitung
- Indonesien[23]
- Russland
- Syrien
- Vietnam